# William F. Willoughby
William Franklin Willoughby (* 20. Juli 1867 in Alexandria, Virginia; † 1960) war ein US-amerikanischer Wirtschaftswissenschaftler, der als Professor an der Harvard University lehrte und Direktor des Institute for Government Research war, der Vorgängerorganisation der heutigen Brookings Institution. Er amtierte 1931/32 als Präsident der American Political Science Association (APSA) und war der Zwillingsbruder von Westel Woodbury Willoughby, der in den Jahren 1912/13 APSA-Präsident gewesen war.
Willoughby, der sein wirtschaftswissenschaftliches Studium 1885 an der Johns Hopkins University abschloss, war als Berater des chinesischen Präsidenten Yuan Shikai und 1910 stellvertretender Direktor der Volkszählung der Vereinigten Staaten.
1932 wurde Willoughby in die American Academy of Arts and Sciences gewählt.

## Schriften (Auswahl)
- Principles of judicial administration. Brookings Institution, Washington 1929.
- An Introduction to the Study of the Government of Modern States. The Century Co., New York 1921.
- The problem of a national budget. D. Appleton, New York/London 1918.
- The movement for budgetary reform in the states. D. Appleton, New York/London 1918.
- The system of financial administration of Great Britain. A report. D. Appleton for the Institute for Government Research, London/New York 1917.